# Hylaeus dregei
Hylaeus dregei är en biart som först beskrevs av Embrik Strand 1912.  Hylaeus dregei ingår i släktet citronbin, och familjen korttungebin. Inga underarter finns listade i Catalogue of Life.